# Celama pallida
Celama pallida är en fjärilsart som beskrevs av Barend J. Lempke 1951. Celama pallida ingår i släktet Celama och familjen trågspinnare. Inga underarter finns listade i Catalogue of Life.